# Ditta
Ditta é um género botânico pertencente à família Euphorbiaceae.

## Espécies
- Ditta maestrensis
- Ditta myricoides

## Nome e referências
Ditta Griseb.